# 1989 في الدنمارك
فيما يلي قوائم الأحداث التي وقعت خلال عام 1989 في الدنمارك.

## سياسة

### تعيين في المنصب
- 3 أكتوبر – بول شلوتر وزير العدل [الإنجليزية]‏.

### انتهاء فترة المنصب
- 5 أكتوبر – بول شلوتر وزير العدل [الإنجليزية]‏.

## ظهور
- 1 يناير – أكوا

## مواليد

### يناير
- 12 يناير – فيليب راسموسن لاعب كرة قدم دنماركي.[1]

### مارس
- 26 مارس – سيمون كيير لاعب كرة قدم دنماركي.[2]

### مايو
- 31 مايو – دانييل فاس لاعب كرة قدم دنماركي.[3]

### يونيو
- 20 يونيو – كيفن مولر لاعب كرة يد دنماركي.

### يوليو
- 13 يوليو – كريستينا كريستيانسن لاعبة كرة يد دنماركية.

### أكتوبر
- 18 أكتوبر – ساندرا توفت جالسجارد لاعبة كرة يد دنماركية.

### نوفمبر
- 8 نوفمبر – ستاين بودهولت نيلسن لاعبة كرة يد دنماركية.

### ديسمبر
- 14 ديسمبر – كاسبر أولريش مورتنسن لاعب كرة يد دنماركي.
- 31 ديسمبر – لاين يورغنسن لاعبة كرة يد دنماركية.